# 松橋探案
《松橋探案》（或譯「雷神橋之謎」、「索爾橋之謎」或「雷神橋探案」）是柯南·道爾所著的福爾摩斯探案的56個短篇故事之一，收錄於《福爾摩斯檔案簿》。

## 故事簡介
一面富商的妻子死於松橋之上，兇手懷疑是富商家的家庭教師，因為死者手上拿著與家庭教師相約見面的字條，但富商深信兇手不是家教，所以向福爾摩斯請教。福爾摩斯在兇案現場橋上發現了一個被重物撞擊的凹痕，另加上家教並不是兇手的假設，於是命人到橋底的水池打撈，結果發現作為兇器的手槍，從而得知富商妻子自殺後欲嫁禍於家教。
1. ↑   （页面存档备份，存于），2011，ISBN 9789862351444 （繁體中文）
2. ↑   （页面存档备份，存于），2001，ISBN 9789574804511 （繁體中文）
3. ↑   （页面存档备份，存于），2011，ISBN 9789866006029 （繁體中文）